# Сиберт, Альберт
А́льберт Ча́рльз (Бейб) Си́берт (англ. Albert Charles "Babe" Siebert, 14 января 1904, Плэттсвилл, провинция Онтарио, Канада — 25 августа 1939) — канадский профессиональный хоккеист и хоккейный тренер.

## Карьера
Уроженец небольшого города в провинции Онтарио Альберт Сиберт начал свою карьеру в НХЛ в 1925 году в составе клуба «Монреаль Марунз». Это был всего второй сезон команды в лиге, тем примечательнее, что в итоге молодая команда завоевала свой первый крупный трофей, выиграв Кубок Стэнли. Тройка Сиберт — Нельс Стюарт — Хули Смит, названная по инициалам её участников «S line», за 6 лет существования стала ведущей силой нападения «Марунз», и, хотя и не принесла больше клубу значимых трофеев, помогла команде одержать не одну победу. В 1932 году «S line» распалась; «Марунз» продали Сиберта в «Нью-Йорк Рейнджерс».
В составе «Рейнджеров» Сиберт выиграл свой второй Кубок Стенли, но в Нью-Йорке форвард не задержался: в начале сезона 1933/34 его обменяли в «Бостон Брюинз». В составе «Бостона» Бейб Сиберт — по инициативе главного тренера Арта Росса — сменил игровое амплуа, перейдя с фланга атаки в защиту.
У Сиберта сложились весьма напряжённые отношения с другим звёздным защитником «Брюинз» — Эдди Шором и в конце концов тренерский штаб клуба принял решение обменять игрока. В 1936 году Бейб Сиберт стал игроком «Монреаль Канадиенс»; в составе «Канадиенс» игрок получил капитанскую повязку, с которой не расставался до самого окончания карьеры игрока. Оказанное ему в Монреале доверие Бейб Сиберт оправдал самым достойным образом, в первый же сезон завоевав Харт Трофи.
В 1939 году преследуемый травмами Сиберт принял решение завершить карьеру. Ему был предложен вакантный пост главного тренера «Канадиенс»; Сиберт принял предложение, но к фактическому исполнению обязанностей тренера приступить не успел: 25 августа 1939 года, ещё до начала тренировочных сборов, 35-летний Альберт Сиберт трагически погиб, утонув во время поездки с семьёй на озеро Гурон. 29 октября 1939 года «Монреаль Канадиенс» провёл благотворительный матч против сборной звёзд НХЛ, вся выручка от которого — около 15 тысяч долларов — была перечислена семье Сиберта.
В 1964 году Бейб Сиберт был введён в Зал хоккейной славы.

## Достижения
Обладатель Кубка Стэнли: 1926, 1933
Обладатель Харт Трофи: 1937
Включен в Зал хоккейной славы в 1964 году